# Sylvestra Le Touzel
Sylvestra Le Touzel est une actrice britannique née en 1958 dans l'île Anglo-Normande de Jersey.

## Biographie
Enfant, elle apparait pour la première fois à la télévision en 1968 dans la série Doctor Who (épisode « The Mind Robber »), puis s'orientera dans une carrière théâtrale une fois adulte, entre autres à la Royal Shakespeare Company, dans des émissions télévisées ou radiophoniques, et enregistré des Livres-audio pour les éditions Penguin.
Elle est surtout connue pour le rôle de Fanny Price, dans l'adaptation de 1983 de Mansfield Park de Jane Austen. Plus récemment elle a tenu le rôle de Mrs Allen dans l'adaptation de 2005 de Northanger Abbey et celui de Lady Duff Gordon dans Titanic, la mini-série de Jon Jones.

## Filmographie

### Télévision
- 2011 : Une Femme de Confiance (Appropriate Adult, téléfilm en deux parties) : Hazel Savage
- 2020 : The English Game de Julian Fellowes (6 épisodes)
- 2020 : Intelligence